# Václav Jakoubek (politik)
Václav Jakoubek (3. ledna 1902 Chotýšany – 28. srpna 1972 Praha) byl český a československý zemědělec, politik Československé strany lidové a poúnorový poslanec Národního shromáždění ČSR.

## Biografie
Po absolvování základního vzdělání pracoval do roku 1926 jako rolník. Roku 1926 se odstěhoval do Prahy, kde pracoval jako řidič a zaměstnanec Elektrických podniků. V období let 1942–1950 působil jako soukromý zemědělec a posléze vstoupil do JZD Kunratice, kde byl v letech 1953–1957 předsedou. Specializoval se na pěstování jahod. V roce 1964 získal na světové zahradnické výstavě zlatou a stříbrnou medaili v pěstování jahod. Po roce 1948 se plně zapojil do „obrozené“ ČSL, v jejichž řadách působil jako předseda Krajského výboru Středočeského kraje v 60. letech.
K roku 1954 se profesně uvádí jako předseda JZD v Kunraticích.
Ve volbách roku 1954 byl zvolen za ČSL poslancem ve volebním obvodu Praha-venkov. V Národním shromáždění zasedal až do konce jeho funkčního období, tedy do voleb v roce 1960.